# Federación de Oposición Democrática
La Federación de Oposición Democrática (FOD) fue una federación de partidos políticos chilenos constituida en 1972 por el Partido Demócrata Cristiano (PDC), el Partido Izquierda Radical (PIR) y el Partido Democrático Nacional (Padena), a quienes se sumó en 1973 el partido Democracia Radical (DR), y que buscaba enfrentar como bloque opositor unido al gobierno de Salvador Allende.

## Historia
El 6 de junio de 1972 el Tribunal Calificador de Elecciones (Tricel) emitió un fallo que permitía la creación de partidos federados o confederados, que en la práctica podían funcionar como coaliciones electorales, lo que fue aprovechado por las distintas agrupaciones políticas de cara a las elecciones parlamentarias de marzo de 1973.
La Federación de Oposición Democrática fue constituida el 6 de julio de 1972 mediante una reunión en la oficina de la Vicepresidencia del Senado, y su primera mesa directiva estuvo compuesta por Eric Campaña Barrios (PDC, presidente), Carlos Leiva Leiva (PDC, vicepresidente), René Abeliuk (PIR, secretario), Gabriel Cáceres Squella (PIR, prosecretario), Enrique Rodríguez Ballesteros (Padena, tesorero) y Raúl Correa Labra (Padena, protesorero). En su acta de constitución, la FOD establecía que su objetivo fundamental era «la preservación de la institucionalidad democrática chilena», y el mismo día de su fundación fue formada la Confederación de la Democracia (CODE), que agrupaba a la FOD y la Federación Nacional-Democracia Radical (FNDR).
Su símbolo era un rombo con los emblemas de los tres partidos federados: el símbolo del PDC en su vértice superior, el del PIR en el vértice izquierdo y el del Padena en el derecho, y la sigla de la federación en el centro. Fue legalizada por la Dirección del Registro Electoral el 22 de septiembre de 1972.
En las elecciones parlamentarias del 4 de marzo de 1973, los partidos que conformaban la FOD, integrados dentro de la lista de la CODE, obtuvieron 1 128 635 votos (31,1 %) y 51 escaños en la Cámara de Diputados (50 del PDC y 1 del PIR), mientras que en el Senado obtuvieron 779 608 votos (35,44 %) y 10 escaños (todos del PDC).
La federación se mantuvo como tal después de asumido el nuevo Parlamento en mayo —la CODE había acordado que la confederación sería disuelta el 20 de mayo—, en julio la Democracia Radical abandonó su alianza con el Partido Nacional —desahuciando la Federación Nacional-Democracia Radical (FNDR)— y se integró a la FOD, siendo disuelta de facto luego del Golpe de Estado del 11 de septiembre de 1973.